# Albert Day (cầu thủ bóng đá Anh)
Albert Day (7 tháng 3 năm 1918 – 21 tháng 1 năm 1983) là một cầu thủ bóng đá. Ông sinh ra ở Camberwell.
Trong sự nghiệp ông thi đấu ở vị trí tiền đạo trung tâm cho Watford và Ipswich Town khi là vua phá lưới mùa giải 1946–47.